# Jiangsu Classic 2009
De Jiangsu Classic 2009 was de tweede editie van dit invitatie snookertoernooi. Het toernooi werd gespeeld van 4 tot 7 juni 2009.
De poulefase bestond uit tien top-16 spelers en twee Chinese wildcard spelers. 
In de Finale versloeg Noord-Ier Mark Allen Chinees Ding Junhui overtuigend met 6-0. Ding was titelverdediger.

## Prijzengeld
- £20 000 Winnaar
- £9 000 Finalist
- £8 000 Laatste 4
- £4 000 3e plaats in groep
- £2 000 4e plaats in groep
- £2 500 bonus voor Professionals
- £1 000 High Break

## Poule A
| POS | Player         | MP | MW | FD | PTS |
| --- | -------------- | -- | -- | -- | --- |
| 1   | Ding Junhui    | 5  | 4  | 4  | 4   |
| 2   | Mark Allen     | 5  | 3  | 3  | 3   |
| 3   | Ryan Day       | 5  | 3  | 5  | 3   |
| 4   | Li Hang (WC)   | 5  | 3  | 1  | 3   |
| 5   | Stephen Hendry | 5  | 2  | -1 | 2   |
| 6   | Peter Ebdon    | 5  | 0  | -7 | 0   |

### Programma
breaks ≥50 tussen (haakjes)
breaks ≥100 worden (vet) aangeduid.

4 juni
- Ding Junhui 1-2 Li Hang          29-47, 118(117)-12, 38-73(65)
- Mark Allen 2-0 Stephen Hendry     77(60)-40, 65-0
- Ryan Day 2-0 Peter Ebdon        132(132)-0, 66(60)-51
- Ding Junhui 2-1 Stephen Hendry  80-47, 32-71(60), 64-43
- Ryan Day 2-0 Mark Allen         53-52, 62-21
- Peter Ebdon 1-2 Li Hang          66(55)-14, 44-68, 17-92
- Ding Junhui 2-1 Mark Allen      92(52)-45, 60(53)-70, 92(78)-26
- Ryan Day 1-2 Li Hang            69-13, 8-77(77), 16-62(62)

5 juni
- Peter Ebdon 1-2 Stephen Hendry   64-16, 9-73(64), 28-66
- Ryan Day 1-2 Stephen Hendry    44-100(58), 74-6, 6-60
- Ding Junhui 2-1 Peter Ebdon     49-70(52), 70-46, 70-47
- Mark Allen 2-0 Li Hang           79-44, 68(52)-49
- Stephen Hendry 2-0 Li Hang        94-21, 71-7
- Mark Allen 2-0 Peter Ebdon       78-73, 86-32
- Ding Junhui 2-0 Ryan Day          65-16, 53-35

## Poule B
| POS | Player          | MP | MW | FD | PTS |
| --- | --------------- | -- | -- | -- | --- |
| 1   | Shaun Murphy    | 5  | 4  | 5  | 4   |
| 2   | Marco Fu        | 5  | 4  | 5  | 4   |
| 3   | Joe Perry       | 5  | 3  | 1  | 3   |
| 4   | Mark Selby      | 5  | 2  | -1 | 2   |
| 5   | Allister Carter | 5  | 2  | -3 | 2   |
| 6   | Jin Long (WC)   | 5  | 0  | -7 | 0   |

### Programma
breaks ≥50 tussen (haakjes)
breaks ≥100 worden (vet) aangeduid.

4 juni
- Shaun Murphy 2-0 Jin Long  54-52, 114(114)-6
- Joe Perry 0-2 Marco Fu     60-88, 13-74
- Ali Carter 0-2 Mark Selby  33-70, 2-124(92)
- Shaun Murphy 2-0 Marco Fu 80-0, 72-0
- Ali Carter 2-1 Joe Perry  0-99(99), 96(38,56)-22, 45-38
- Mark Selby 2-1 Jin Long    42-102, 68-41, 106-33
- Shaun Murphy 0-2 Joe Perry  0-74(74), 0-80
- Ali Carter 2-1 Jin Long     1-80, 85(81)-15, 58-52

5 juni
- Mark Selby 1-2 Marco Fu     44-100(58), 74-6, 6-60
- Ali Carter 0-2 Marco Fu     29-55, 17-86(81)
- Shaun Murphy 2-0 Mark Selby 84-29, 85(52)-8
- Joe Perry 2-1 Jin Long       28-61, 53-44, 64-54(54)
- Marco Fu 2-1 Jin Long         69(54)-29, 54-37
- Joe Perry 2-1 Mark Selby     0-151(147), 68-56, 74(74)-1
- Shaun Murphy 2-1 Ali Carter 76-63, 26-82(64), 86(85)-0

## Eindronde
|  | halve finale     | halve finale |  |                | finale          | finale   |
|  |                  |              |  |                |                 |          |
|  | 6-6-2009         |              |  |                |                 |          |
|  | CHN Ding Junhui  | 5            |  |                |                 |          |
|  | HKG Marco Fu     | 1            |  |                | 7-6-2009        | 7-6-2009 |
|  |                  |              |  |                | CHN Ding Junhui | 0        |
|  | 6-6-2009         | 6-6-2009     |  | NIR Mark Allen | 6               |          |
|  | ENG Shaun Murphy | 2            |  |                |                 |          |
|  | NIR Mark Allen   | 5            |  |                |                 |          |

Ding Junhui 5-1 Marco Fu 76-51, 0-63, 125(104)-0, 128(124)-1, 97(97)-0, 72(72)-0

Shaun Murphy 2-5 Mark Allen 4-110(86), 64-55, 25-66(61), 83(74)-1, 16-78(72), 4-124(88), 47-76

Ding Junhui 0-6 Mark Allen 0-105(64), 8-81(71), 19-102(74), 41-63, 32-68, 14-67(58)

## Century breaks
- 147 Mark Selby
- 132 Ryan Day
- 124, 117, 104 Ding Junhui
- 114 Shaun Murphy